# Threatened
«Threatened» (en español: Amenazado) es la decimosexta y última pista del álbum de estudio Invincible (2001) del artista estadounidense Michael Jackson. Escrita por Michael Jackson, Rodney Jerkins, Fred Jerkins III y LaShawn Daniels, la canción se abre con Rod Serling relatando que una extraña criatura producto de un experimento está suelto en una aldea, luego de iniciar la canción le sigue cantando Jackson interpretando a esta "criatura" con frases como "Me temes, porque sabes que yo soy una bestia" o "cuando estás en la cama yo estoy debajo de ella". Revela un lado oscuro del músico Michael Jackson pero ya visto varias veces como es el caso de "Thriller", "Ghosts" y "Is It Scary" diciendo al que escucha que se le debe temer. 
Tal parece como se muestra en un video musical de varias partes subido a YouTube que analiza con profundidad la canción, cada una de las cosas que Rod Serling dice están basadas en un episodio de la serie estadounidense The Twilight Zone.
El estribillo instrumental fue incluido en la nueva versión para concierto de "Thriller" como se ve en la película documental Michael Jackson's This Is It.
«Threatened» también fue interpretada en vivo en un medley con Is It Scary, Ghosts, Somebody's Watching Me y Monster, durante el Immortal World Tour.